# Luboš Hilgert (Kanute, 1960)
Luboš Hilgert (* 25. Oktober 1968 in Prag) ist ein ehemaliger tschechischer Kanute.

## Leben
Hilgert war seit Beginn der 1980er-Jahre im Kanuslalom aktiv. Er konnte während seiner Karriere drei Weltcup-Rennen gewinnen. Bei Weltmeisterschaften holte er im Kajak-Einer und im Kajak-Einer-Team insgesamt fünf Medaillen: einmal Silber und vier Mal Bronze standen an seinem Karriereende zu Buche. Dazu wurde er zwei Mal Gesamtweltcup-Zweiter.
Hilgert nahm an den Olympischen Sommerspielen 1992 in Barcelona und 1996 in Atlanta teil, wobei er jedoch nur die Plätze 18 und 23 erreichte.
Hilgert war erst Trainingspartner, nach seiner aktiven Karriere dann Trainer seiner heutigen Ehefrau, der siebenmaligen Weltmeisterin und Olympiasiegerin Štěpánka Hilgertová. Der Sohn der beiden, Luboš Hilgert trägt den Namen seines Vaters und ist wie seine Eltern im Kanuslalom-Weltcup aktiv. Die Kanutin Amálie Hilgertová ist die Nichte des Paares.
Ivan Hilgert, mit dem er bei den Weltmeisterschaften 1983 Bronze im Teamwettbewerb holen konnte, ist sein Bruder.